# منها (فیلم کوتاه)
منها  هفتمین فیلم کوتاه کاظم ملایی است که در سال ۱۳۸۸ ساخته شده‌است. مدت زمان این فیلم ۲۳ دقیقه‌ است و داستان آن فضایی انتزاعی و فانتزی دارد. ماجرای فیلم در مورد مستخدم جوان یک شرکت تیغ سازی‌ست که  تلاش می‌کند بر اساس توانایی‌های ویژه خود جلوی مرگ منشی مورد علاقه‌اش را بگیرد.
"منها" توانست در بخش‌های ملی و بین المللی «بيست و ششمين جشنواره ی بین المللی فیلم کوتاه تهران» (سال ۱۳۸۸) تندیس «بهترین فیلم کوتاه تجربی»  و در «چهاردهمین جشن خانۀ سینما» (سال ۱۳۸۹) تندیس «بهترین کارگردانی تجربی» را کسب کند. این فیلم در «نخستین جشنوارۀ فیلم کوتاه سوره» (سال ۱۳۹۰) به عنوان «بهترین فیلم تجربی» و در «هشتمین جشنوارۀ فیلم و عکس اردی بهشت» (سال ۱۳۹۲) به عنوان «بهترین فیلم جشنواره» انتخاب شد.

## جوایز و جشنواره‌ها
- "هفتمین جشنواره ی بین المللی فیلمهای تجربی سیدنی" – استرالیا / ۱۳۸۸
- نامزد بهترین تدوین و تصویربرداری، دریافت دیپلم افتخار بهترین تصویربرداری، و کسب تندیس «بهترین فیلم کوتاه تجربی» در بخش مسابقه ی ملی و بین المللی "بیست و ششمین جشنواره ی بین‌المللی فیلم کوتاه تهران" / ۱۳۸۸
- تندیس بهترین صدا و جایزه ی ویژه ی هیئت داوران از "نشریۀ تخصصی فیلم کوتاه" / در بخش جنبی "بیست و ششمین جشنواره ی بین المللی فیلم کوتاه تهران" / ۱۳۸۸
- "جشنواره ی بین المللی فیلم‌های کوتاه کاسکو" - پرو / ۱۳۸۸
- "چهل و هشتمین جشنواره ی بین المللی فیلم کوتاه جزیره مالت" /  ۱۳۸۸
- نمایش فیلم به همراه جلسه ی نقد و بررسی در "دانشگاه شهید باهنر کرمان" (تقدیر از کارگردان) / ۱۳۸۸
- "هشتمین جشنواره ی بین المللی فیلم کراچی" (کارافیلم) - پاکستان /  ۱۳۸۸
- "هفتمین جشنواره تصویر سال" ( جشنواره فیلم تصویر هنرمند ) – تهران /   ۱۳۸۸
- "سومین همایش فیلم کوتاه"– بابلسر /  ۱۳۸۸
- دیپلم افتخار بهترین تصویربرداری و تدوین در بخش مسابقۀ فیلم‌های تجربی " اولین جشنواره ی فیلم کوتاه همقدم" پاریس - فرانسه /  ۱۳۸۹
- "دوازدهمین جشنوارۀ بین المللی فیلم پانورامای یونان" - پاتراس سیتی / شهریور ۱۳۸۹[۷]
- جشنوارۀ "فیلم‌هایی که دیده ام" - ایتالیا - میلان /  ۱۳۸۹
- دومین هفتۀ فیلم کوتاه ایران در "موسسه ی چندفرهنگی کالچا" – فریمنتل - استرالیای غربی / ۱۳۸۹
- "صد و شصتمین برنامه نقد فیلم کوتاه"، با عنوان نشست ویژۀ «سیمای جوان، سینمای جوان» - فرهنگسرای ارسباران - تهران / ۱۳۸۹
- نامزد جوایز بهترین کارگردانی تجربی، تدوین و صدا و برندۀ تندیس بهترین کارگردانی تجربی از "چهاردهمین جشن خانه سینما" - تهران / ۱۳۸۹
- "سومین جشنواره ی فیلم‌های ایرانی سانفرانسیسکو" - امریکا / ۱۳۸۹
- تقدیر در بخش تجربی "ششمین جشنواره سراسری فیلم وارش" - بابل / ۱۳۸۹
- «نخستین جشنواره ی فیلم‌های ایرانی لندن» - انگلستان / ۱۳۸۹
- "نخستین جشنواره تصویر استاندارد" - تهران / ۱۳۹۰
- "چهارمین جشنواره ی بین المللی فیلم شهر" - تهران / ۱۳۹۰
- تندیس «بهترین فیلم تجربی» از "نخستین جشنواره فیلم کوتاه سوره" - تهران / ۱۳۹۰
- "دومین جشنوارۀ ملی فیلم کوتاه حسنات بایگانی‌شده  در ۲۶ سپتامبر ۲۰۲۰ توسط Wayback Machine" - اصفهان / ۱۳۹۰
- «مروری بر آثار کاظم ملایی» در دانشگاه سوره تهران (سومین اکران فیلم کوتاه) - تهران /  ۱۳۹۲
- جایزۀ «بهترین فیلم جشنواره» از "هشتمین جشنوارۀ فیلم و عکس اردی بهشت" - بندرعباس / ۱۳۹۲
- بخش مسابقۀ "نخستین جشنواره ی فیلم ایران آمریکا" - سیاتل - آمریکا/ ۱۳۹۳